# Diocesi di Ptuj
La diocesi di Ptuj o Poetovio (in latino Dioecesis Poetoviensis) è una sede soppressa e sede titolare della Chiesa cattolica.

## Storia
Ptuj in Slovenia, corrispondente alla città romana di Poetovio, è un'antica sede vescovile della provincia romana del Norico, suffraganea del patriarcato di Aquileia.
Il primo vescovo conosciuto di Ptuj è san Vittorino, scrittore ecclesiastico, che subì il martirio all'epoca dell'imperatore Diocleziano; è ricordato nel martirologio romano alla data del 2 novembre. Il vescovo Apriano prese parte al concilio di Sardica, mentre Marco fu tra i padri del concilio di Aquileia del 381; in questa assise era presente anche un delegato del vescovo ariano della città, Giuliano Valente.
Non si conoscono più nomi di vescovi di Ptuj dopo il IV secolo. Nella lettera inviata all'imperatore Maurizio dai vescovi riuniti ad Aquileia nel 591, si parla anche del vescovo della ecclesia Breonensis; alcuni autori hanno voluto leggere, in questo termine difficilmente spiegabile, una storpiatura effettuata da qualche amanuense del termine Poetoviensis; secondo Jacques Zeiller questa interpretazione è insostenibile.
Dal 2000 Ptuj è annoverata tra le sedi vescovili titolari della Chiesa cattolica; dal 26 gennaio 2008 il vescovo titolare è Pavel Posád, vescovo ausiliare di České Budějovice.

## Cronotassi

### Vescovi
- San Vittorino † (inizio IV secolo)
- Apriano † (menzionato nel 343)
- Marco † (menzionato nel 381)
  - Giuliano Valente † (menzionato nel 381) (vescovo ariano)
- Anonimo ? † (al tempo di Giustiniano I)

### Vescovi titolari
- Anton Stres, C.M. (13 maggio 2000 - 7 aprile 2006 nominato vescovo di Celje)
- Pavel Posád, dal 26 gennaio 2008